# Taifa de Constantina y Hornachuelos
Las taifas de Constantina y Hornachuelos fueron dos reinos medievales o taifas que existieron en un corto período de 1143 a 1150.

## Lista de emires
- A Marruecos: 1091 – c. 1143

### Dinastía Marwanid
Ibn Marwan: a mediados del siglo XII
A Marruecos: c. 1150–1248